# Cologarithme
En mathématiques, le cologarithme d'un nombre est défini comme le logarithme de l'inverse de ce nombre, ou encore comme l'opposé du logarithme de ce nombre :

## Utilisation en chimie
Cette notion est utilisée surtout en chimie par l'opérateur pX qui associe à X son cologarithme décimal. Par exemple, le pH en solution aqueuse diluée est défini par :
{\displaystyle {\ce {pH}}=\log \left({\frac {1}{\left[{\ce {H_3O^+}}\right]}}\right)=-\log \left(\left[{\ce {H_3O^+}}\right]\right)}
où [H3O+] est la concentration molaire en ion hydronium, exprimée en moles par litre.
Les autres exemples les plus connus sont :
- le pOH (donne la concentration en ion hydroxyde) ;
- le pKs (solubilité des sels) ;
- le pKa (acidité des acides) ;
- le pKb (basicité des bases).